# Утиная типизация
Нея́вная типиза́ция, лате́нтная типиза́ция, или ути́ная типиза́ция (англ. duck typing), в объектно-ориентированных языках программирования — определение факта реализации определённого интерфейса объектом без явного указания или наследования этого интерфейса, а просто по реализации полного набора его методов.

## Название
Название термина пошло от английского «duck test» («утиный тест»), суть которого выражается как:

Если это выглядит как утка, плавает как утка и крякает как утка, то это, вероятно, и есть утка.
Оригинальный текст (англ.)If it looks like a duck, swims like a duck and quacks like a duck, then it probably is a duck.

## Принцип
Считается, что объект реализует интерфейс, если он содержит все методы этого интерфейса, независимо от связей в иерархии наследования и принадлежности к какому-либо конкретному классу. Таким образом, корректность использования объекта в качестве значения определённого интерфейса определяется либо статически, компилятором, на основании анализа класса, к которому относится объект и проверки реализации им необходимого набора методов, либо динамически, на основании информации о типах среды выполнения.
Такой подход позволяет полиморфно работать с объектами, которые не связаны в иерархии наследования. Достаточно, чтобы все эти объекты поддерживали необходимый набор методов.
Другим близким подходом является структурные подтипы в OCaml, где типы объектов совместимы, если совместимы сигнатуры их методов, независимо от объявленного наследования, причём всё это проверяется во время компиляции программы.

## Проблемы иерархической типизации
Утиная типизация решает такие проблемы иерархической типизации, как:
- невозможность явно указать (путём наследования) на совместимость интерфейса со всеми настоящими и будущими интерфейсами, с которыми он идейно совместим;
- экспоненциальное увеличение числа связей в иерархии типов при хотя бы частичной попытке это сделать.

Утиная типизация практически незаменима в прикладных языках сценариев («скриптов»), где приходится работать с внешними по отношению к программе (скрипту) документами (веб-страницы, текстовые и табличные документы), иерархия объектов которых недоступна.

## Языки, поддерживающие утиную типизацию
Утиная типизация поддерживается в том числе в языках: Prolog, D, Perl, Smalltalk, Python, Objective-C, Ruby, JavaScript, TypeScript, Groovy, ColdFusion, Boo, Lua, Go, Scala.